# E511号線
E511号線 (E511ごうせん、英: European route E511) はフランスにあり、クルトネー – トロワを結ぶ、欧州自動車道路のBクラス幹線道路。
- フランス
  - E15号線,E60号線 – クルトネー
  - E54号線 – トロワ